# Thalassocyon bonus
Thalassocyon bonus is een slakkensoort uit de familie van de Thalassocyonidae. De wetenschappelijke naam van de soort is voor het eerst geldig gepubliceerd in 1960 door Barnard.